# Arlington (Dakota del Sud)
Arlington és una població dels Estats Units a l'estat de Dakota del Sud. Segons el cens del 2000 tenia 992 habitants.

## Demografia
Segons el cens del 2000, Arlington tenia 992 habitants, 424 habitatges, i 262 famílies. La densitat de població era de 245,5 habitants per km².
Dels 424 habitatges en un 25,5% hi vivien nens de menys de 18 anys, en un 54,2% hi vivien parelles casades, en un 5,2% dones solteres, i en un 38,2% no eren unitats familiars. En el 36,1% dels habitatges hi vivien persones soles el 22,9% de les quals corresponia a persones de 65 anys o més que vivien soles. El nombre mitjà de persones vivint en cada habitatge era de 2,23 i el nombre mitjà de persones que vivien en cada família era de 2,9.
Per edats la població es repartia de la següent manera: un 21,9% tenia menys de 18 anys, un 6,8% entre 18 i 24, un 23,7% entre 25 i 44, un 18,2% de 45 a 60 i un 29,4% 65 anys o més.
L'edat mediana era de 43 anys. Per cada 100 dones de 18 o més anys hi havia 84,1 homes.
La renda mediana per habitatge era de 34.688 $ i la renda mediana per família de 43.813 $. Els homes tenien una renda mediana de 29.083 $ mentre que les dones 19.531 $. La renda per capita de la població era de 17.858 $. Entorn de l'1,9% de les famílies i el 4,4% de la població estaven per davall del llindar de pobresa.

## Poblacions més properes
El següent diagrama mostra les poblacions més properes.

## Personatges il·lustres
- Theodore Schultz (1902-1998) economista, Premi Nobel d'Economia de 1979.